# Братья и сёстры семьи Тода
«Братья и сёстры семьи Тода» (яп. 戸田家の兄妹 тодакэ но кё:дай, англ. Brothers and Sisters of the Toda Family) — кинофильм режиссёра Ясудзиро Одзу, вышедший на экраны в 1941 году. Лента получила премию журнала «Кинэма Дзюмпо» за лучший фильм.

## Сюжет
Семейство Тода собирается вместе, чтобы отпраздновать 69-летний юбилей своего главы — крупного предпринимателя Синтаро Тоды (яп. 戸田進太郎 тода синтаро:). Семейная фотография запечатлевает отца и мать в окружении двух сыновей и трёх дочерей. Вечером, после насыщенного событиями дня, отцу становится плохо; спустя короткое время он умирает от сердечного приступа. Это резко изменяет жизнь семьи: выясняется, что отец оставил большие долги, так что теперь придётся продать большой дом и бо́льшую часть имущества. Младший сын, непутёвый Сёдзиро (яп. 昌二郎 сё:дзиро:), отправляется на заработки в Китай. Мать же вместе с младшей дочерью Сэцуко (яп. 節子) теперь должна по очереди жить у остальных своих детей.
Сначала они остановились у Синъитиро (яп. 進一郎 синъитиро:), старшего сына, где много работали по хозяйству, наравне со служанками. Однако они так и не смогли ужиться с Кадзуко, женой Синъитиро. После этого госпожа Тода и Сэцуко переехали к Тидзуру (яп. 千鶴), старшей дочери, но та вскоре запретила матери вмешиваться в воспитание своего сына Рёкити. В конце концов, чтобы никому не мешать, мать с младшей дочерью решили поселиться в обветшавшем домике у моря. Когда наступила годовщина смерти отца, вся семья вновь собралась, даже Сёдзиро вернулся из Китая. Узнав, в каких условиях живут мать и сестра, он не смог сдержаться и резко отчитал брата и сестёр. В конце концов Сёдзиро предложил матери и Сэцуко отправиться с ним в Китай, на что те ответили согласием.

## В ролях
- Аяко Кацураги — госпожа Тода, мать
- Миэко Такаминэ — Сэцуко Тода, младшая дочь
- Син Сабури — Сёдзиро Тода, младший сын
- Тацуо Сайто — Синъитиро Тода, старший сын
- Кунико Миякэ — Кадзуко, жена Синъитиро
- Мицуко Ёсикава — Тидзуру, старшая дочь
- Ёсико Цубоути — Аяко, средняя дочь
- Хидэо Фудзино — Синтаро Тода, отец
- Митико Кувано — Токико, подруга Сэцуко
- Масао Хаяма — Рёкити, сын Тидзуру
- Тёко Иида — Киё, служанка

## О фильме
38-й фильм Ясудзиро Одзу снимался с октября 1940 по февраль 1941 года. После выхода предыдущей работы режиссёра, «Что забыла дама?», прошло около четырёх лет. Причиной паузы было начало японо-китайской войны; Одзу был призван и с сентября 1937 по июль 1939 года находился на фронте. По возвращении он столкнулся с новыми требованиями цензуры, которая теперь должна была проверять все сценарии до начала съёмок. Одзу совместно с Тадао Икэдой написал сценарий фильма «Вкус риса с зелёным чаем», посвящённый, как и «Что забыла дама?», жизни богатой буржуазной семьи. Цензура сочла эту тему сомнительной и потребовала переписать сценарий. В итоге режиссёр отказался от этой затеи и вместе с Икэдой начал трудиться над лентой о матери (hahamono), тематика которой казалась неоспоримой. Результатом работы стал фильм «Братья и сёстры семьи Тода», рассказывающий о зажиточной семье, которая распадается после смерти отца; этот мотив затрагивал личные чувства Одзу. Для картины характерно обилие деталей и подробностей семейной жизни и традиций, показанных на экране, что делает фильм очень насыщенным по содержанию. Ленту ждал успех у зрителей, чему способствовал и сильный актёрский состав. По словам самого Одзу, «По стандартам того времени это был высококачественный продукт, что, возможно, объясняет, почему он стал хитом проката и опроверг теорию, что мои фильмы никогда нельзя будет продать. С тех пор мои фильмы стали демонстрировать лучшую окупаемость».